# Kanton Chalon-sur-Saône-Sud
Kanton Chalon-sur-Saône-Sud (francouzsky Canton de Chalon-sur-Saône-Sud) je francouzský kanton v departementu Saône-et-Loire v regionu Burgundsko. Tvoří ho 13 obcí.

## Obce kantonu
- La Charmée
- Chalon-sur-Saône (jižní část)
- Châtenoy-en-Bresse
- Épervans
- Lans
- Lux
- Marnay
- Oslon
- Saint-Loup-de-Varennes
- Saint-Marcel
- Saint-Rémy
- Sevrey
- Varennes-le-Grand